# Calvagh O'Donnell
Calvagh O'Donnell (irlandais: An Calbhach mac Maghnusa O' Domhnaill) mort le 26 octobre 1566 est un seigneur gaélique, 22e O'Donnell ou Ua Domhnaill du  clan, et roi de  Tyrconnell en Irlande de 1555 à sa mort
An Calbhach mac Maghnusa O' Domhnaill est le fils aîné de Maghnus mac Aodha Duibh Ó Domhnaill. Il demeure célèbre par son conflit avec Shane O'Neill qui est à l'origine d'une intervention du gouvernement anglais en sa faveur,

## Biographie
En conflit avec son père et son demi-frère Hugh, Calvagh cherche l'alliance des Campbells du royaume d'Écosse qui l'appuient en utilisant l’artillerie royale écossaise ce qui lui permet de déposer son père Mahgnus et de s’approprier la seigneurie de Tyrconnell. Son frère Hugh/Aodh fait appel à Shane O'Neill, le chef de la dynastie voisine des O'Neill, afin qu'il l'établisse sur le trône à la place de Calvagh. Shane envahit le Tyrconnell à la tête d'une grande armée en 1557, avec l'ambition de s'imposer lui-même comme le suzerain de l'ensemble de l'Ulster. alors qu'il campe sur la rive du Lough Swilly, Calvagh, agissant apparemment selon le conseil de son père, qui était son prisonnier et qui se souvenait de l'attaque de nuit  de Conn O'Neill, 1er comte de Tyrone à lors de la bataille de Knockavoe en 1522, surprend les  O'Neill dans leur campement et les met en déroute et la perte du fruit de leur pillages.

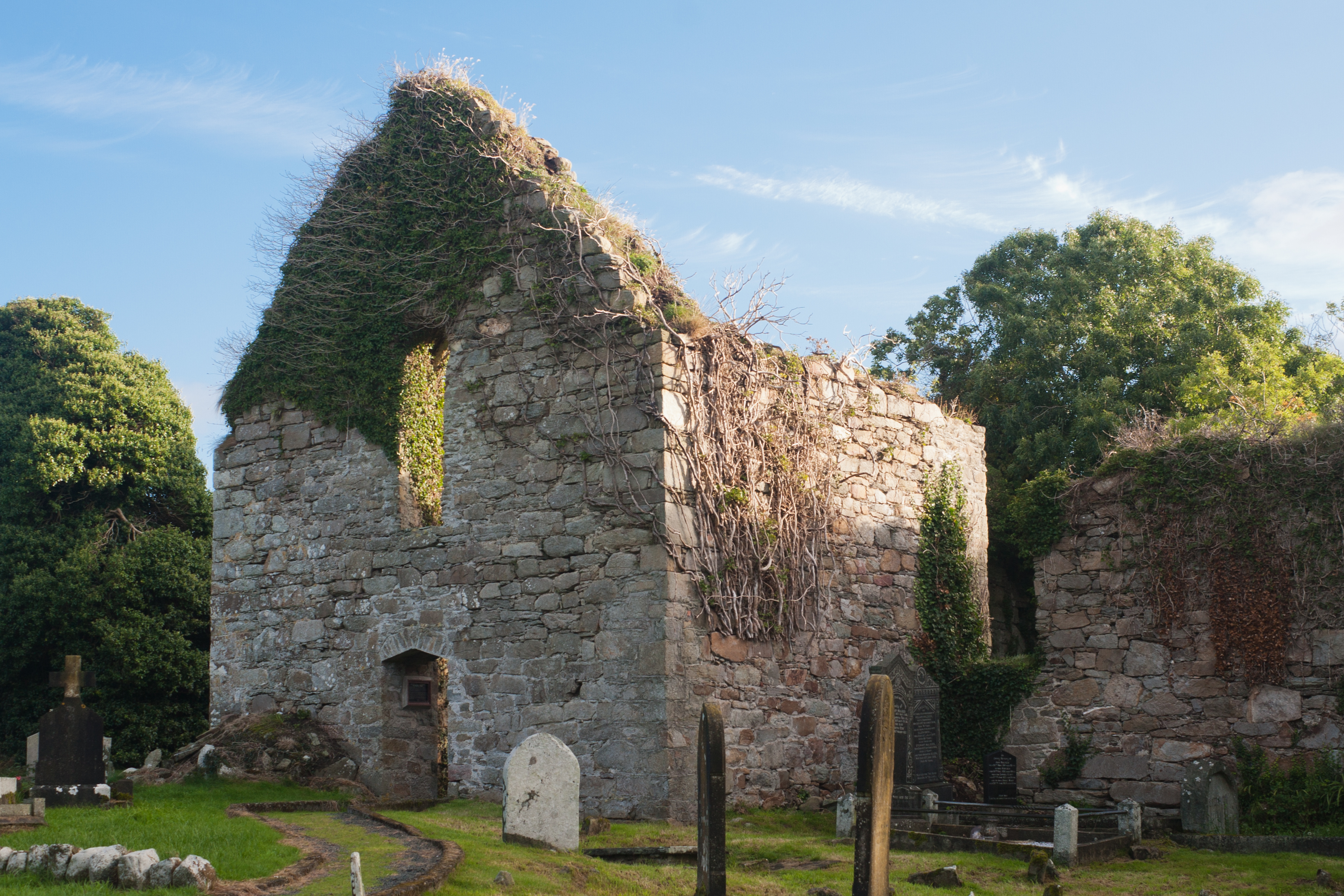
Couvent de Killydonne sur la rive ouest du Lough Swilly où Calvagh et son épouse furent capturés en 1561 par Shane O'Neill.

Calvagh est lors reconnu par le gouvernement anglais comme Seigneur de Tyrconnell; mais en 1561  ils sont avec son épouse capturés par
Shane O'Neill dans le couvent des  Franciscains de Killydonnell. Sa femme qui avait antérieurement été l'épouse du comte d'Argyll
, devient pendant sa détention la concubine de Shane O'Neill et lui donne plusieurs enfants, les sources diffèrent sur le niveau de mauvais traitement qu'elle doit subir après de sa capture; toutefois après avoir divorcé de Calvagh et après sa libération elle épouse immédiatement Shane 'O'Neill .... Calvagh  subit également des tortures pendant ses trois années de captivité: il est enfermé dans une cage de fer accrochée à la façade du château d'O'Neill à Dungannon, dans le Comté de Tyrone. Il est finalement relâché en 1564 selon des conditions qu'il n'avait pas l'intention de remplir et il se réfugie en Angleterre se mettant ainsi à la merci de la reine reine Élisabeth.
En 1566 Henry Sidney Lord lieutenant d'Irlande sur ordre de la reine marche sur le Tyrconnell et restaure Calvagh dans ses droits. Calvagh, meurt la même année d'une chute de cheval et son fils Conn est fait prisonnier par 
Shane O'Neill et le demi-frère de Calvagh Hugh O'Donnell est élu  O'Donnell à sa place. Hugh, qui dans sa faide avec
Calvagh s'était allié avec O'Neill, abandonne son parti et s'associe avec les Anglais contre l'ennemi héréditaire de sa famille. En 1567, il met en déroute les forces de Shane qui perd 1 300 hommes lors de la bataille de Farsetmore près de Letterkenny ce qui oblige O' Neill à se réfugier chez les MacDonnell du Comté d'Antrim, où il est mis à mort sur ordre de Sorley Boy MacDonnell.

## Unions et postérité
Calvagh contracte au moins deux unions qui témoignent de son alliance étroite avec la famille du Comte d'Argyll.  En 1555, et peut-être même dès 1540, Calvagh épouse une fille d' Archibald Campbell (4e comte d'Argyll) peut-être prénommée Janet et qui doit être la mère de son fils Conn,.  Le 30 mai 1561 Calvagh épouse sa seconde femme, Catherine Maclean, veuve du 4e comte d'Argyll. Outre Conn Ó Donnel (mort en 1583) Calvagh à encore au moins deux enfants :
- Marie épouse de John Ó Neill qui meurt de désespoir en 1561 du fait des conditions d’incarcération de son père[10].
- Nechtan tué par un jet de javeline en 1561[11]

## Sources
- (en) T.W Moody, F.X. Martin, F.J. Byrne A New History of Ireland , Volume IX Maps, Genealogies, Lists. A companion to Irish History part II . Oxford University Press réédition 2011  (ISBN 9780199593064).